# Долење Селце
Долење Селце (словен. Dolenje Selce) је насељено место у општини Требње, регија Југоисточна Словенија, Словенија.

## Историја
До територијалне реорганизације у Словенији било су у саставу старе општине Требње.

## Становништво
У попису становништва из 2011. године, Долење Селце је имало 56 становника.
| Број становника према пописима | Број становника према пописима | Број становника према пописима |
| ------------------------------ | ------------------------------ | ------------------------------ |
| 1991                           | 2002                           | 2011                           |
| 44                             | 51                             | 56                             |

Напомена: Године 1955. повећано за насеље Козјак, које је укинуто.